# Maria Josepha van Saksen (1731-1767)

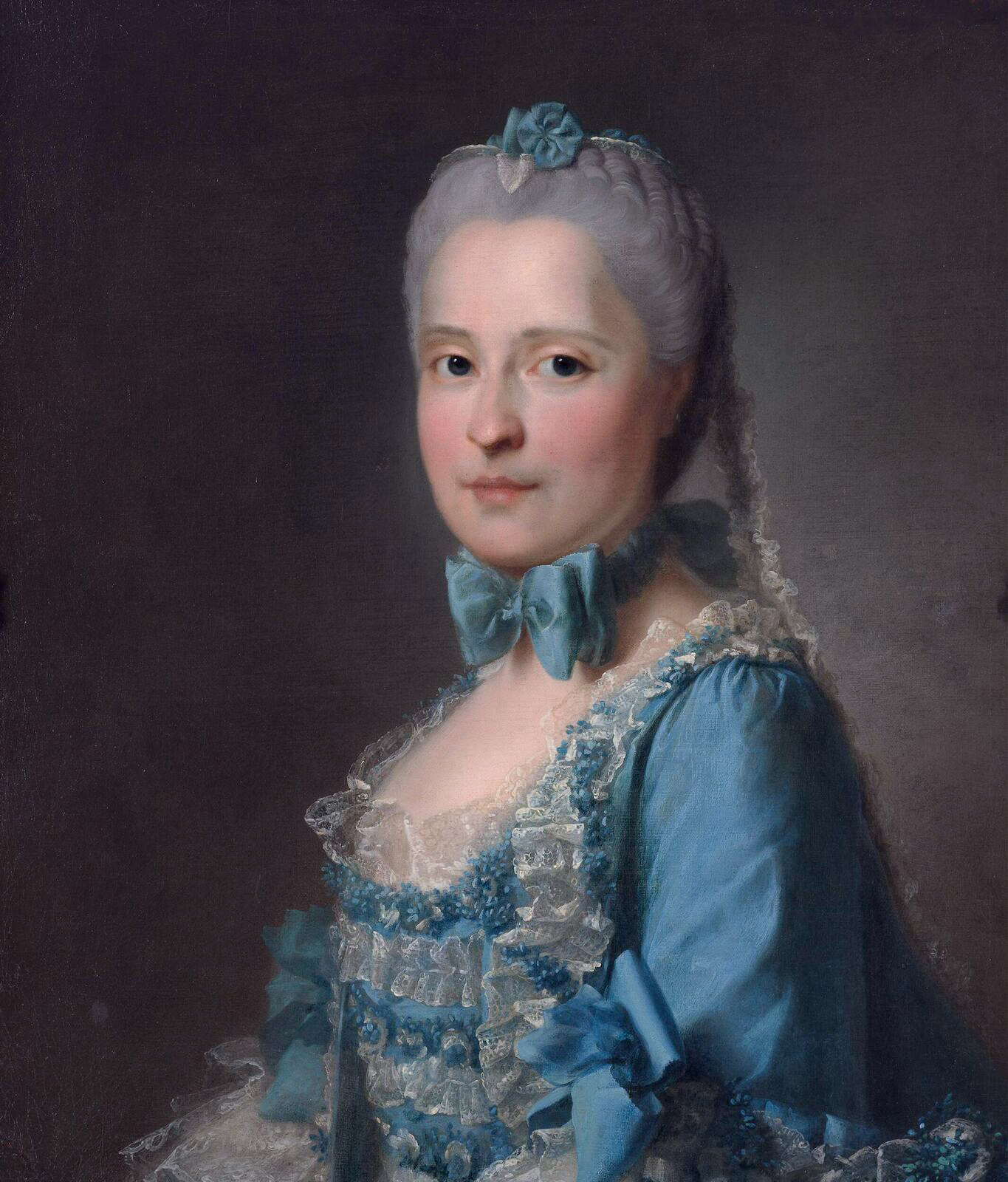
Maria Josepha van Saksen

Maria Josepha Caroline van Saksen, dauphine van Frankrijk (Dresden, 4 november 1731 — Parijs, 13 maart 1767), was de dochter van Frederik Augustus II, keurvorst van Saksen en koning van Polen en Maria Josepha van Oostenrijk, een dochter van keizer Jozef I van het Heilige Roomse Rijk. Maria Josepha was de moeder van drie Franse koningen, waaronder koning Lodewijk XVI, die in 1793 stierf onder de guillotine tijdens de Franse Revolutie. Haar jongste dochter, Elisabeth werd ook onthoofd tijdens de revolutie.

## Leven
Op 9 februari 1747 trad Maria Josepha in het huwelijk met Lodewijk Ferdinand, de dauphin van Frankrijk, oudste zoon en erfgenaam van koning Lodewijk XV van Frankrijk. Het was het tweede huwelijk van de dauphin. Zijn eerste vrouw, Maria-Theresia van Spanje, was op 22 juli 1746 na de geboorte van een dochter gestorven. Het huwelijk werd voorgesteld door Maurits van Saksen, een oom van de toekomstige bruid. Die overtuigde Lodewijk XV en Madame de Pompadour dat het huwelijk goed was voor de buitenlandse relaties voor Frankrijk.

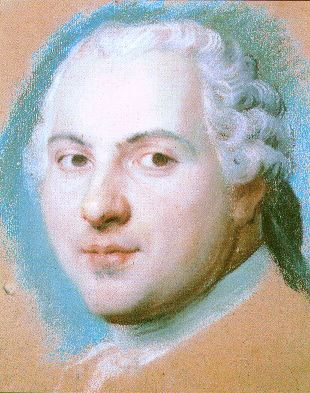
Lodewijk Ferdinand, de man van Maria Josepha

De nieuwe dauphine was Madame de Pompadour dankbaar voor haar rol in het opzetten van haar huwelijk. Zij was nadien altijd vriendelijk naar haar toe en had een goede verhouding met de koninklijke maîtresse. Ze werd in Frankrijk vooral bekend onder de naam Marie-Josèphe, de Franse vertaling van Maria Josepha. Marie-Josèphe had een heel goed huwelijk met de dauphin en was erg gelukkig in Frankrijk. In politieke zaken was zij erg geïnteresseerd. Zij wendde haar eigen invloed enkel eenmaal aan, in 1762 en uiteindelijk tevergeefs, voor het redden van de Sociëteit van Jezus (de jezuïeten) in Frankrijk, die op last van het Parlement van Parijs ontbonden was. Net zoals haar echtgenoot, was Marie-Josèphe heel vroom en samen met de koningin vormde zij in dit gebied een tegengewicht voor het liberale, in haar ogen onzedelijk gedrag, van het hof met koning Lodewijk XV aan het hoofd.
Het eerste kind van het koppel was een dochter, Marie Zéphyrine genaamd en geboren in 1750, die echter al stierf in 1755. Hun eerste zoon werd geboren op 15 september 1751 en kreeg de naam Lodewijk Jozef Xavier. Hij kreeg de titel 'hertog van Bourgondië'. De vader van koning Lodewijk XV was de vorige drager van die titel. In totaal hadden Lodewijk Ferdinand en Marie-Josèphe elf kinderen, van wie er drie in de toekomst koning zouden worden. Niettemin was hun gemeenschappelijke voorliefde voor hun eerste zoon; zijn talent baarde vroege en grote hoop, en niet alleen bij zijn ouders, maar bij het hele Franse hof. De andere kinderen van het koppel werden door deze voorkeur verwaarloosd. Lodewijk Jozef Xavier stierf echter op 22 maart 1761 aan tuberculose. Nadat hun zoon Xavier, de hertog van Aquitanië, geboren in 1753, was gestorven na één jaar, nam Lodewijk Augustus, hertog van Berry (de latere Lodewijk XVI) geboren op 23 augustus 1754, de tweede plaats in als tweede erfgenaam voor de Franse troon, na zijn vader.
De dood van haar man op 20 december 1765, trof Maria Josepha als een verwoestende slag waarvan zij nooit herstelde, en ze zonk in een diepe depressie voor de rest van haar leven. Om haar van het verdriet te redden, dat ze had in de appartementen waar haar leven en huwelijk zich hadden afgespeeld, mocht ze van haar schoonvader Lodewijk XV intrek nemen in de appartementen van de in 1764 overleden Madame de Pompadour. Daar bezocht Lodewijk XV haar vaak en bespraken ze de huwelijksplannen van de nieuwe Dauphin. Maria Josepha was niet erg blij met de huwelijksplannen die werden genomen voor haar oudste zoon met aartshertogin Marie Antoinette van Oostenrijk, maar ze begon samen met de koning in 1766 onderhandelingen met Wenen. Haar gezondheid werd steeds slechter. Ze leed aan dezelfde ziekte als wijlen haar man; tuberculose. Ze stierf uiteindelijk op 13 maart 1767 en werd bijgezet in de Koninklijke Crypte in de Basiliek van Saint-Denis. Het huwelijk van haar oudste zoon met aartshertogin Marie Antoinette van Oostenrijk werd drie jaar later gesloten, op 16 mei 1770.

## De kinderen van Maria Josepha
- Marie Zéphyrine (26 augustus 1750 – 2 september 1755)
- Lodewijk Jozef Xavier (13 september 1751 –22 maart 1761)
- Een dochter (1752), doodgeboren
- Xavier Marie Joseph (8 september 1753 – 22 februari 1754)
- Louis-Auguste (23 augustus 1754 – 21 januari 1793), koning van Frankrijk, later Lodewijk XVI, gehuwd met Marie Antoinette van Oostenrijk
- Louis-Stanislas (17 november 1755 – 16 september 1824), koning van Frankrijk, later Lodewijk XVIII, gehuwd met Maria Josephine van Savoye
- Charles-Philippe (9 oktober 1757 – 6 november 1836), koning van Frankrijk, later Karel X, gehuwd met Maria Theresia van Savoye
- Marie Clothilde (23 september 1759 – 7 maart 1802), gehuwd met koning Karel Emanuel IV van Sardinië
- Elisabeth (3 mei 1764 – 10 mei 1794)

## Voorouders
| Voorouders van Maria Josepha van Saksen (1731-1767) | Voorouders van Maria Josepha van Saksen (1731-1767)                                                | Voorouders van Maria Josepha van Saksen (1731-1767)                                                | Voorouders van Maria Josepha van Saksen (1731-1767)                                                    | Voorouders van Maria Josepha van Saksen (1731-1767)                                                    | Voorouders van Maria Josepha van Saksen (1731-1767)                                    | Voorouders van Maria Josepha van Saksen (1731-1767)                                    | Voorouders van Maria Josepha van Saksen (1731-1767)                                             | Voorouders van Maria Josepha van Saksen (1731-1767)                                             |
| --------------------------------------------------- | -------------------------------------------------------------------------------------------------- | -------------------------------------------------------------------------------------------------- | --- | --- | -------------------------------------------------------------------------------------- | -------------------------------------------------------------------------------------- | ----------------------------------------------------------------------------------------------- | ----------------------------------------------------------------------------------------------- |
| Overgrootouders                                     | Johan George III van Saksen (1647-1691) ∞ 1697 Anna Sophia van Denemarken (1647-1717)              | Johan George III van Saksen (1647-1691) ∞ 1697 Anna Sophia van Denemarken (1647-1717)              | Christiaan Ernst van Brandenburg-Bayreuth (1644-1712) ∞ 1698 Sophia Louise van Württemberg (1642-1702) | Christiaan Ernst van Brandenburg-Bayreuth (1644-1712) ∞ 1698 Sophia Louise van Württemberg (1642-1702) | Keizer Leopold I (1640-1705) ∞ 1676 Eleonora van Palts-Neuburg (1655-1720)             | Keizer Leopold I (1640-1705) ∞ 1676 Eleonora van Palts-Neuburg (1655-1720)             | Johan Frederik van Brunswijk-Lüneburg (1625-1679) ∞ Benedicta Henrietta van Simmern (1652-1730) | Johan Frederik van Brunswijk-Lüneburg (1625-1679) ∞ Benedicta Henrietta van Simmern (1652-1730) |
| Grootouders                                         | August II van Polen (1670-1733) ∞ 1693 Christiane Eberhardine van Brandenburg-Bayreuth (1671-1727) | August II van Polen (1670-1733) ∞ 1693 Christiane Eberhardine van Brandenburg-Bayreuth (1671-1727) | August II van Polen (1670-1733) ∞ 1693 Christiane Eberhardine van Brandenburg-Bayreuth (1671-1727)     | August II van Polen (1670-1733) ∞ 1693 Christiane Eberhardine van Brandenburg-Bayreuth (1671-1727)     | Keizer Jozef I (1678-1711) ∞ 1699 Amalia Wilhelmina van Brunswijk-Lüneburg (1673-1742) | Keizer Jozef I (1678-1711) ∞ 1699 Amalia Wilhelmina van Brunswijk-Lüneburg (1673-1742) | Keizer Jozef I (1678-1711) ∞ 1699 Amalia Wilhelmina van Brunswijk-Lüneburg (1673-1742)          | Keizer Jozef I (1678-1711) ∞ 1699 Amalia Wilhelmina van Brunswijk-Lüneburg (1673-1742)          |
| Ouders                                              | August III van Polen (1696-1763) ∞ 1719 Maria Josepha van Oostenrijk ((1699-1757)                  | August III van Polen (1696-1763) ∞ 1719 Maria Josepha van Oostenrijk ((1699-1757)                  | August III van Polen (1696-1763) ∞ 1719 Maria Josepha van Oostenrijk ((1699-1757)                      | August III van Polen (1696-1763) ∞ 1719 Maria Josepha van Oostenrijk ((1699-1757)                      | August III van Polen (1696-1763) ∞ 1719 Maria Josepha van Oostenrijk ((1699-1757)      | August III van Polen (1696-1763) ∞ 1719 Maria Josepha van Oostenrijk ((1699-1757)      | August III van Polen (1696-1763) ∞ 1719 Maria Josepha van Oostenrijk ((1699-1757)               | August III van Polen (1696-1763) ∞ 1719 Maria Josepha van Oostenrijk ((1699-1757)               |